# 最終退行
『最終退行』（さいしゅうたいこう）は、池井戸潤の経済小説。長編小説。『文芸ポスト』（小学館）2002年夏号から2003年秋号まで連載され、加筆修正を施し2004年1月29日に同社より単行本が刊行された。2007年7月15日に小学館文庫版が刊行された。
連日遅くまで残業、最後に支店を出る「最終退行」の常連である東京第一銀行の副支店長・蓮沼鶏二が私欲や保身のために不正を行う会長や支店長たちに反旗を翻す長編銀行ミステリー。
2019年12月にAudibleより森川直樹の朗読によるオーディオブックが配信されている。

## あらすじ
序章
1978年3月25日、東京第一銀行 審査部企画室次長・久遠和彌はM資金詐欺に遭った山友電機副社長・諸田善文が発行した1千億円の約束手形による巨額手形詐欺事件についての調査報告書をまとめていた。それから24年後の2002年4月19日、頭取から会長に退いた久遠は所有するクルーザーで夜釣りを楽しんでいた東京湾で、炎上した浚渫船から東京海洋開発の4人を救助、その際クルーザーに下ろされた木箱から転がり出した金塊を目撃する。
第一章 傾斜
東京第一銀行羽田支店の副支店長・蓮沼鶏二は業務課の塔山諭史が粉飾していると知りながら東京海洋開発への5千万円の融資を支店長の谷恭介に根回しし承認させたことに憤る。蓮沼は東京海洋開発を訪問、社長の新川清に面会するなどし先方の実情を調査するが、記載の不備で支店へ送り返された稟議書を訂正する過程で新川が沈没船から財宝を引き揚げるトレジャー・ハンターであることが判明する。
第二章 旋回
塔山は長崎支店の取引先である水産会社への出向が書かれた辞令を粉々に破り捨てる騒動を起こす。そんな中、蓮沼の同窓同期で東総建設に出向中の滝本瞬が東京海洋開発のクレジットファイルを信用照会のため確認させてほしいと蓮沼に連絡してくる。長年融資畑で過ごしてきた蓮沼は水面下で何かが動いていると察し、不倫関係にある為替係の藤崎摩矢に依頼し東京海洋開発に融資された5千万円の動きを追うと、口座からの振込記録が残らぬよう全額キャッシュで支払われた後、振込伝票を使い中央貴金属という会社に振り込まれていた。
第三章 退職
滝本は新川に連絡を取り秘密保持契約書に調印させたうえ、旧海軍の関係者から入手したという紙面上がローマ字の羅列で埋め尽くされた古い通信電文の解読を依頼する。新川はその通信電文を階堂家から入手したものと察し3日後に依頼を受諾し暗号解読に取り掛かる。しかし新川は解読の糸口すら掴めず、手掛かりとなる暗号表と乱数表の在処を知ると思われた階堂キャウの訃報が夕刊で報じられる。新川は焦燥感にかられるが銀行を退職した塔山が現れ、暗号書と乱数表の持ち主を見つけたと告げる。
第四章 乱数
滝本の手筈で日本橋の小料理屋で新川と対面した久遠は、元海軍通信隊の父の遺品である暗号書と乱数表を所有する道原プラスチック社長・道原三吉を新川から紹介される。久遠は骨董商の間野作之助をともない地方銀行の貸金庫に保管される道原の15冊の資料を鑑定させ、間野は特定地点略語表と鑑定したその資料を50万円と算定する。額面に納得できない道原が資料を貸金庫に戻そうとしたところ久遠は資料を道原の言い値である5千万円で買い取る。
第五章 貸し剥がし
羽田支店の取引先である田宮金属工業社長・田宮宗一郎は支店長の谷の融資予約の言葉を信じ3億円の融資を返済するが、再融資が反故にされたため二度の不渡りを出し会社を倒産させる。谷の根回しにより田宮金属工業の倒産で生じた4億円の不良債権の責任を負わされた蓮沼は、融資の貸し剥がしで田宮が自殺する一方で東総建設の2千億円の債権が放棄されたと知り、どちらの出来事にも深く関わる久遠に憎悪の炎を向ける。
第六章 出向辞令
蓮沼は東総建設の債権放棄の見返りに久遠に流れたと噂される裏金の経路を企画部の後輩・丸太義彦の協力で追跡する。駅で快速電車に飛び込み自殺した東総建設の経理課長・秋川保の口座に流れた8億円が城南建設興業に振り込まれたと掴んだ蓮沼がその住所を訪ねると、秋川の自宅マンションであった。そんな中、人事から呼び出された蓮沼は摩矢との不倫関係を問い詰められ、塔山に準備されていた長崎支店の取引先への出向を命じられる。
第七章 裏帳簿
新川は帝都興発の藤枝俊一と名乗る男から階堂家から発見した旧日本軍の暗号書と乱数表を持ち込まれる。そのころ蓮沼は秋川の妻・由子に働きかけ、貸金庫に預けられていた裏金の流れが記された秋川の裏帳簿を入手するが、東総建設の黒木通夫からその動きを報告された滝本が現れ、裏帳簿の提出を求められる。久遠の背任行為を追及するためそれを拒否した蓮沼に居眠り運転のダンプが突進し重傷を負うが、怪我を押して病院を抜けだし裏金が最後に行きつく会社名を調べ上げる。
最終章 最終退行
蓮沼は久遠の対抗勢力である専務・横尾博重から遣わされた営業本部の兼松恭介に秋川の裏帳簿の提出を求められるが、提示した条件が履行されるまでは信用できないとそれを拒否する。その数日後、蓮沼は長崎の水産会社への出向を控えつつ、田宮金属工業への融資予約の存在を問う東京地方裁判所の法廷に立つ。一方、久遠は東京湾に沈むM資金の金塊引き揚げを利用し裏金の資金洗浄を実行に移す中、東京第一銀行の取締役会が開かれようとしていた。

## 登場人物

### 東京第一銀行
ペイオフ解禁により顧客の解約・流出が止まらない「負け組」のメガバンク。

#### 羽田支店
蓮沼 鶏二（はすぬま けいじ）
主人公。副支店長。40歳。人件費削減で兼任する融資課長としての決済処理で連日のオーバーワークから「最終退行」の常連となる。
私欲や保身のために不正を行う会長の久遠や支店長の谷たちに反旗を翻す。
塔山 諭史（とうやま さとし）
業務課 課長代理。40歳。東京海洋開発の融資担当。船場支店で同僚の嫌がらせに耐え兼ね暴力沙汰を起こし、出世の道を閉ざされる。
藤崎 摩矢（ふじさき まや）
為替係。24歳。短大卒。蓮沼と不倫関係。
友部 修治（ともべ しゅうじ）
業務課。26歳。ひょろりとした体格。同期入行の藤崎をストーキングする。
牧田 秀一
融資課。入行4年目の若手行員。田宮金属工業担当。
谷 恭介（たに きょうすけ）
支店長。本店出身で蓮沼に対する敵対心が強く、自己顕示欲の強さから蓮沼の稟議を否定する。
融資予約を匂わせ田宮から3億円の融資を回収するが、再融資を反故にする。
羽仁 健一
蓮沼の後任として大阪から転勤してきた行員。やせこけてひょろ長い印象。
野口（のぐち）
業務課長。塔山の上司。
西村（にしむら）
定期相談係 係長。

#### 本店
久遠 和彌（くおん かずや）
審査部企画室次長→頭取→会長。公的資金導入を切っ掛けに引責で頭取から会長に退くが、腹心を後任の頭取に据え院政を敷く。
東総建設の2千億円にのぼる債権放棄の見返りに8億円の裏金を献上させる。
滝本 瞬（たきもと しゅん）
京橋支店→企画部次長→東総建設 財務部企画室長（出向中）。蓮沼の同窓同期の行員。久遠の懐刀。
丸太 義彦（まるた よしひこ）
企画部調査役。元営業部。35歳。蓮沼が以前勤務していた支店で一緒だった後輩行員。久遠への裏金の動きを追う蓮沼に協力する。
橋爪（はしづめ）
人事部人事グループ調査役。長崎支店の取引先である水産会社へ塔山を出向させると蓮沼に内示する。
吉村 直也
融資部調査役。羽田支店のエリア担当。融通の利かない男。
川原 直規
人事部次長。田宮からの訴訟を受け、責任の所在を調査するため谷、蓮沼、牧田のヒアリングを行う。
土肥 康志
融資部臨店グループ次長。上記ヒアリングの質問役。
中本 大助
人事部 部長代理。上記ヒアリングの質問役。
香坂
法務室調査役。谷と同期入行できわめて親しい関係。
檜山
人事部長。
兼松 恭介
営業本部。丸太の同窓同期。大企業相手のファイナンスを手掛ける。丸太に東総建設の粉飾の可能性を教える。
横尾 博重
専務。営業畑出身で久遠に唯一苦言を呈した対抗勢力。

#### その他の支店
加茂 俊夫（かも としお）
塔山が船場支店時代の同僚。東大卒の甲採用（大卒採用）だが商売下手で、乙採用（高卒採用）ながら成績の良い塔山を妬む。
長瀬 浩太郎（ながせ こうたろう）
塔山が船場支店時代の融資課長。現金検査で担当するATMの金額が合わなかった塔山に何度も一人で照合させる。
佐川（さがわ）
大手町支店営業課 課長代理。企画部の丸太が臨店し内々の調査を行ったと滝本にタレこむ。

### 東京海洋開発
海洋調査会社。売上金1億円にも満たない零細企業。水質調査などの業務の一方、浚渫船・宝神丸で財宝の引き揚げを行う。
新川 清（しんかわ きよし）
社長。52歳。元商船乗組員。190センチメートルのがっしりした体軀で、左目の眼光は鋭いが顔の右半分が極端に引きつり表情がない。
高橋 清正（たかはし きよまさ）
船員。65歳。日焼けした肌にゴマ塩頭で前歯が抜けている。
高橋 真人（たかはし まさと）
船員見習い。清正の一人息子。

### M資金詐欺の関係者
1978年に発生したM資金詐欺を引き金とする巨額手形詐欺事件の関係者。
諸田 善文（もろた よしふみ）
山友電機副社長。融資の担保に額面5億円の約束手形二百枚を発行するが、M資金詐欺に遭ったと知り責任を取り辞表を提出後、自宅二階で首吊り自殺する。
二条 尚久（にじょう なおひさ）
政府関係機関「産業振興プロジェクト小委員会」の関係者を名乗り山友電機への1千億円の融資の担保に諸田へ約束手形を要求、手形を受け取ると姿を消す。

### 階堂家
階堂 克人
元海軍少佐。故人。海軍大将候補筆頭といわれる秀才で旧日本軍の隠し資産を管理していると噂されていたが、昭和26年にピストル自殺を遂げる。
階堂 キャウ
克人の妻。享年97歳。晩年は総合失調症を患い千葉の山中の病院に入院していた。
階堂 明人
克人とキャウの息子。大蔵官僚。久遠の東大での学友。

### 道原プラスチック
大田区にある電気部品の成形メーカー。塔山が担当する融資先。
道原 三吉
社長。羽田支店に無担保で運転資金の5千万円の融資を申し込むが、三期連続の赤字のため見送りが決まる。
道原 清順
三吉の父で先代の創業者。故人。旧日本海軍支那方面艦隊第一遣支艦隊付通信隊の一等兵。

### 田宮金属工業
年商40億円の中堅企業で「根幹先」と呼ばれる羽田支店を支える取引先。
田宮 宗一郎
社長。53歳。リバイバル・プランと称する久遠の発案から二期連続赤字のため融資回収の対象となる。
谷の融資予約を信じ3億円の融資返済に応じるが再融資を反故にされ二度の不渡りで会社を倒産させ、家族に保険金を残す目的で自殺する。
小松 久哉
弁護士。田宮金属工業へ支店長の谷が融資予約を信じさせなければ3億円を返済せず不渡りを出さなかったと田宮の代理人として訴訟を起こす。

### 東総建設
バブル崩壊を受け、2千億円にもおよぶ莫大な不良資産を抱え込む大手ゼネコン。
秋川 保（あきかわ やすし）
経理課長。45歳。三鷹駅で快速電車に飛び込み自殺したことで、個人口座に会社の金が不正に流れていたことが公となる。
井崎 信輝（いざき のぶてる）
社長。バブル時代、久遠からの融資をバックに様々な建設プロジェクトを推進するが、バブル崩壊で巨額不良債権となる。
黒木 通夫（くろき みちお）
秘書室。元企画室長。井崎の側近中の側近といわれる男。

### 蓮沼の家族
蓮沼 恭子（はすぬま きょうこ）
鶏二の妻。東京第一銀行の元行員。息子の中学入学を機に東京第一銀行の人材派遣会社に登録し池袋支店で復職する。
蓮沼 昌紀（はすぬま まさき）
鶏二の息子。私立中学の一年生。剣道部。

### その他
間野 作之助
骨董店の主人。軍事関係に詳しい鑑定家として名の知られた男。
鴻田 重則（こうだ しげのり）
都内の私立大学で教鞭をとる日本軍の暗号研究で知られる男。
城島 洋（じょうじま ひろし）
フリージャーナリスト。元「財政ジャーナル」記者。裏情報を取材しては当の本人に売り歩き稼ぐ男。
ホセ・ロドリゲス
トレジャー・ハンター。新川が財閥系企業の不定期船の中堅幹部としてリオデジャネイロに入港した時に当地の酒場で出会う。
メル・フィッシャーと一緒にフロリダ沖で19世紀に沈没したスペイン艦隊を発見し、財宝を手に入れている。
戸張 直樹（とばり なおき）
財閥系企業のリオデジャネイロ駐在員。
内藤 謙一
帝国インフォス調査部。企業倒産の実態を調べてきた男。蓮沼の知人。
秋川 由子
秋川保の妻。ファッションデザイン会社のマネージャー。
古村 宏彦
新川と10年来の付き合いのあるアマチュア歴史家。本業は経営コンサルタントで、違法スレスレの節税指南で名を売っている。
藤枝 俊一
帝都興発 第一営業課長。古村の仲介で階堂家に節税対策のマンションを建設した際に発見した暗号書と乱数表を新川のもとに持ち込む。
久遠 光代（くおん みつよ）
和彌の妻。

## 書籍情報
- 池井戸潤『最終退行』
  - 単行本：小学館、2004年1月29日、ISBN 978-4-09-379628-6
  - 文庫本：小学館文庫、2007年5月10日、ISBN 978-4-09-408166-4